# هنری جیمسون
هنری جیمسون (انگلیسی: Henry Jameson؛ ۱۹ آوریل ۱۸۸۳ – ۷ مارس ۱۹۳۸) یک بازیکن فوتبال اهل ایالات متحده آمریکا بود.